# Kobylice
Kobylice är en ort i Tjeckien. Den ligger i den centrala delen av landet, 80 km öster om huvudstaden Prag. Kobylice ligger 244 meter över havet och antalet invånare är 193.
Terrängen runt Kobylice är platt. Runt Kobylice är det ganska tätbefolkat, med 75 invånare per kvadratkilometer. Närmaste större samhälle är Hradec Králové, 17,9 km öster om Kobylice. Trakten runt Kobylice består till största delen av jordbruksmark.